# Rosario (anglicanismo)
El rosario anglicano, también llamado coronilla anglicana es un instrumento de oración con 33 cuentas ensartadas y cuatro cuentas principales, y que es utilizado principalmente por los anglicanos en la Comunión Anglicana, fue creado a mediados de la década de 1980 por el Reverendo Lynn Baumann y está centrado en la oración de alabanza a Jesucristo.

## Cuentas y plegarias
El rosario anglicano tiene 33 cuentas divididas en 4 series de 7 cuentas y otras cuentas más grandes que dividen las series. El número 33 representa el número de años que Jesucristo vivió en la Tierra, mientras que el número 7 alude a la totalidad y está en vinculación con los 7 días de la creación , las 7 notas musicales, los 7 colores del arco iris, etc. Las 4 cuentas cardinales conforman, al mismo tiempo, una cruz.
Existen diversas formas de rezar el rosario anglicano y varias oraciones creadas para dicho fin.

## Modos de rezarlo.
Señal de la cruz
En el Nombre de Dios, Padre, Hijo y Espíritu Santo. Amén.
Cuenta Invitatoria.
Dios mío ven en mi auxilio.
Señor date prisa en socorrernos. 
Cuentas cruciformes (Trisagio)
Santo Dios, Santo fuerte, Santo inmortal, ten piedad de nosotros y del mundo entero. 
Cuentas semanales (Oración del pecador).
Señor Jesucristo, Hijo de Dios ten piedad de mi, que soy un pecador. 
Padre nuestro.
Padre nuestro que estás en el cielo, 
santificado sea tu Nombre;
venga a nosotros tu Reino;
hágase tu voluntad 
en la tierra como en el cielo.
Danos hoy 
nuestro pan de cada día;
perdona nuestras ofensas,
como también nosotros perdonamos 
a los que nos ofenden;
no nos dejes caer en la tentación,
y líbranos del mal. Amén.
La cruz.
Bendigamos al Señor. 
Demos gracias a Dios.  
____ 
Otros modos de rezarlo.
Modo 2:
En la cruz: Se puede hacer la señal de la cruz en la cruz, o también pudiera comenzarse diciendo mientras se traza la señal de la cruz: Bendito sea Dios: Padre, Hijo y Espíritu Santo. Y bendito sea su reino ahora y por siempre. Amén. 
En la cuenta inicial: Se puede decir el credo, yo sugiero profesar el credo en esta cuenta porque conecta con la profesión de fe de la Iglesia toda desde los primeros siglos.
En la primera cuenta invitatoria: Se puede rezar un Padrenuestro seguido de una pausa en silencio donde se ofrecen intenciones por las cuales se dedica el rosario, ya sea por una petición por los enfermos, acciones de gracias, etc.
En las siete cuentas que siguen cuya sección se le llama “semanas”: se puede repetir pausadamente la oración del Señor diciendo: Señor Jesucristo Hijo de Dios vivo, ten misericordia de mí, que soy pecador.
Al terminar las siete cuentas en el espacio antes de la próxima cuenta invitatoria: Se puede rezar un Gloria al Padre. Así sucesivamente en las siguientes cuentas hasta finalizar.
Y, justamente antes de llegar a la última cuenta: Se puede rezar el trisagio: Santo Dios, Santo Fuerte, Santo Poderoso, Santo Inmortal, Ten piedad de nosotros (y del mundo entero).   
Modo 3:
Con el sufragio que nuestro libro de oración común propone  en la oración de Laudes (oración de la mañana) en la página 61, sufragio A. 
El modo de rezarlo sería igual al anterior salvo en las “semanas” que se sustituye la oración: Señor Jesucristo Hijo de Dios vivo, ten misericordia de mí, que soy pecador, por el sufragio A. En esta oportunidad se puede hacer en modo de respuestas. El que guía puede decir la oración que corresponde al celebrante y el resto responde con la oración que le sigue:
V. Señor, muéstranos tu misericordia;
R. Y concédenos tu salvación.
V. Reviste a tus ministros de justicia;
R. Que cante tu pueblo de júbilo.
V. Establece, Señor, la paz en todo el mundo;
R. Porque solo en ti vivimos seguros.
V. Protege, Señor, a esta nación;
R. Y guíanos por la senda de justicia y de verdad.
V. Que se conozcan en la tierra tus caminos;
R. Y entre los pueblos tu salvación.
V. Señor, que no se olvide a los necesitados;
R. Ni se arranque la esperanza a los pobres.
V. Señor, crea en nosotros un corazón limpio;
R. Y susténtanos con tu Santo Espíritu.
De la Pasión del Señor
Otro modo de rezarlo sería manteniendo la estructura y en las “semanas” rezar: Por su dolorosa pasión, ten misericordia de nosotros y del mundo entero.